# Neohelota guerini
Neohelota guerini là một loài bọ cánh cứng trong họ Helotidae. Loài này được Hope miêu tả khoa học năm 1840.